# Język standardowy
Język standardowy, dialekt standardowy, standard językowy (ang. standard language, standard dialect, standard) – odmiana języka przyjęta przez dane społeczeństwo do celów komunikacji publicznej i oficjalnej, stawiana w opozycji do pozostałych odmian. Przeciwstawia się zarówno odmianom lokalnym, jak i społecznym. W pierwszej kolejności języki standardowe pełnią funkcję unifikacyjną. Są bowiem pozbawione charakteru miejscowego, tj. posługują się nimi mieszkańcy większego obszaru geograficznego. Odmiany językowe przyjęte w roli standardów różnią się pod wieloma względami. Wspólną ich cechą jest to, że są akceptowane jako odmiany nadrzędne wobec wszelkich innych odmian występujących w społeczności.
Język standardowy zasadniczo odgrywa rolę języka pisanego. Jest szerzony przez szkoły i środki masowego przekazu oraz wykorzystywany w kontaktach oficjalnych. Zwykle (choć nie zawsze) podlega regulacji i cieszy się wsparciem instytucjonalnym. Język standardowy wykazuje dążność do eliminacji rozbieżności językowych, narzucając jedną formę jako łącznik między różnymi formami dialektalnymi. Spełnia szereg funkcji w różnych sferach życia społecznego, gdzie przybiera różne formy ukształtowania stylistycznego. Standard jest wykorzystywany w nauczaniu języka.
Podstawą języka standardowego może być np. dialekt centralny geograficznie (np. we Włoszech), dialekt stolicy (np. we Francji), czy też język pierwszego tłumaczenia Biblii (np. w przypadku języka niemieckiego). Nie wszystkie języki świata mają odmianę standardową. Niemniej również w społecznościach, gdzie nie istnieje oficjalny standard języka, przyjmują się odmiany o charakterze ponadlokalnym; są to np. odmiany interdialektalne (koiné, łączące cechy różnych dialektów) czy dialekty okolicznych większych miast. Bywa, że normy literackie powstają pod wpływem działalności misjonarzy. Języki standardowe mogą wykształcić się w formie ustnej, zanim zostanie stworzona forma pisemna. Pełnoprawna odmiana standardowa to taka, która przeszła proces kodyfikacji, tj. jej zasady zostały utrwalone w słownikach i gramatykach. Język standardowy nie daje się jednak łatwo utożsamić z zasobem cech i jednostek usankcjonowanych kodyfikacją, gdyż jest zmienny w czasie, a całkowite zdefiniowanie wszystkich jego aspektów jest niemożliwe. Niektóre języki (tzw. języki policentryczne lub pluricentryczne) mają więcej niż jedną odmianę standardową, co jest związane z istnieniem różnych ośrodków standaryzacji (dotyczy to np. angielskiego, francuskiego, niemieckiego, malajskiego). Czasami różne odmiany standardowe współistnieją w obrębie jednego kraju (np. norweski ma odmiany bokmål i nynorsk).
Nowoczesne językoznawstwo stroni od sądów wartościujących na temat odmian języka. W powszechnym obiegu odmiana standardowa uchodzi jednak za bardziej „poprawną” i „dopuszczalną” niż inne odmiany; stanowi też formę o najwyższym prestiżu, której użycie sygnalizuje poziom wykształcenia danej osoby. Standard bywa zatem pojmowany jako socjolekt powiązany z warstwami wykształconymi. Zdarza się też, że standard jest postrzegany jako neutralne narzędzie komunikacji, przeznaczone dla wszystkich członków społeczności bez względu na status społeczny czy pochodzenie.
W niektórych krajach język standardowy jest zbliżony do odmiany pewnego regionu lub grupy społecznej (i służy ogólnie jako środek swobodnej komunikacji, przyswajany też przez użytkowników pozostałych dialektów). W innych zaś krajach występuje dyglosja – dochodzi do ostrego rozgraniczenia funkcji języka standardowego (język wysoki) i odmian potocznych/regionalnych (język niski); domeną standardu (czerpiącego np. z tradycji literackiej, nauczanego głównie w szkołach) stają się wówczas sytuacje formalne i wypowiedzi pisemne. Na poziomie gramatycznym standard taki jest silnie odrębny od swobodnego języka mówionego (lub wręcz niezrozumiały bez przygotowania szkolnego). W krajach arabskich, gdzie w roli odmiany prestiżowej funkcjonuje klasyczny język arabski (de facto niebędący powszechnym narzędziem komunikacji), można mówić o powstawaniu dodatkowych (nowoczesnych) standardów o zasięgu regionalnym lub miejskim. W niektórych częściach świata zaobserwowano zanik różnic lokalnych na korzyść ekspansji odmian standardowych. W wielu zakątkach Europy i obu Ameryk dialekty regionalne zostały wyparte przez standard lub odmiany bliskie standardowi, do czego przyczyniły się przemiany społeczne.

## Charakterystyka
Podstawę języków standardowych tworzą dialekty właściwe dla ośrodków handlu/władzy, odmiany najszerzej zrozumiałe czy też mające oparcie w tradycji literackiej. Pod wpływem zjawisk takich jak przesunięcie referencyjne (termin z dziedziny antropolingwistyki) lub elaboracja funkcjonalna (termin z zakresu socjolingwistyki) prestiż powiązany z ośrodkami kultury zostaje przypisany również tamtejszej odmianie języka. Odmiana ta staje się punktem odniesienia dla innych odmian językowych, uprzywilejowanym w procesie edukacji i innych sferach życia. Działania standaryzacyjne zabiegają zwykle o skodyfikowanie normy językowej (za pośrednictwem gramatyk normatywnych i słowników) oraz wypracowanie ortografii. Istotną rolę w standaryzacji odgrywa akceptacja danej normy przez ogół społeczeństwa.
W potocznym obiegu można spotkać przekonanie, jakoby standardowe formy języka były bardziej „gramatyczne” niż odmiany niestandardowe. Jest to założenie lingwistycznie bezpodstawne, gdyż zasadami językowymi rządzą się wszystkie odmiany języka, również te nieskodyfikowane. Na tle innych odmian język standardowy wyróżnia się tym, że jest kojarzony z wyższym statusem socjoekonomicznym. Dialekty niestandardowe i standardowe często pełnią różne funkcje: pierwsze sygnalizują identyfikację ze społecznością lokalną (często spoza głównego nurtu); drugie zaś sygnalizują przynależność do szerzej rozumianego społeczeństwa, pluralistycznego i technicznego. Stosowność użycia obu typów odmian językowych można uważać za uzależnioną od okoliczności społecznych.

## Terminologia
W piśmiennictwie występują również bliskoznaczne określenia: „język literacki”, „język ogólnonarodowy”, „język ogólny”, „język kulturalny”, „dialekt literacki”, „dialekt standardowy”, „dialekt kulturalny”, „narzecze ogólne”. Termin „język standardowy”, pochodzący z anglojęzycznej tradycji lingwistycznej, ma charakter międzynarodowy i uchodzi za stosunkowo neutralne określenie tej odmiany języka; bywa uważany za nowoczesny zamiennik terminu „język literacki”. Na gruncie polskim mówi się częściej o „języku ogólnym”, „języku literackim” lub „języku kulturalnym”. Miano języka ogólnego bywa jednak także przeciwstawiane językowi specjalistycznemu (fachowemu), językowi literatury, prozy artystycznej czy poezji. Również termin „język literacki”, używany przede wszystkim w kontekście słowiańskim i wskazujący na nośnik w postaci piśmiennictwa, może być definiowany i rozumiany na rozmaite sposoby. Pojęcie języka literackiego jest niekiedy odnoszone do takich oficjalnych odmian języka, które ugruntowały się w ograniczonym zakresie – lub jedynie wśród niektórych warstw społeczeństwa (przykładem jest np. literacki język starogrecki); nie są to odmiany standardowe, gdyż te aspirują do roli odmian ponadregionalnych (i zaczęły powstawać dopiero w XIX–XX w.). Termin „język standardowy” pozwala uniknąć niepożądanych skojarzeń związanych z budową słowotwórczą pozostałych terminów, nawiązujących do różnych aspektów historycznych omawianej odmiany języka.
W lingwistyce znany jest także termin „dialekt standardowy” (ang. standard dialect), który pomaga podkreślić równoprawność dialektów (odmian niestandardowych) i języka standardowego. Rezerwowanie terminu „język” dla odmiany standardowej może bowiem sugerować, iż to tylko ona jest pełnoprawną formą języka, godną takiego miana. Wyrażenie „dialekt standardowy” uwydatnia fakt, że standard jest jedną z wielu odmian składających się na język. W podobnym sensie używa się terminu „odmiana standardowa (języka)” (ang. standard variety).
Sporadycznie spotyka się definicję, zgodnie z którą język standardowy to język, któremu można przypisać jedną lub więcej standardowych postaci (tj. język, który przeszedł proces standaryzacji). Termin odnosi się wówczas do całokształtu takiego języka, nie zaś do dialektu standardowego.
W językoznawstwie, zwłaszcza w tekstach anglojęzycznych, odmianę standardową określa się często mianem dialektu (jest uważana za jeden z wielu dialektów danego języka). W rozumieniu dialektologii tradycyjnej dialekt to natomiast byt przeciwstawiany językowi standardowemu; takie też znaczenie przyjęło się w wielu językach europejskich. Badaniem języków standardowych zajmuje się dyscyplina zwana standardologią.

## Funkcje
Paul L. Garvin wyróżnia pięć następujących funkcji języka standardowego:
- jednocząca – jednoczy daną społeczność językową, budując jej tożsamość w sensie kulturowym i politycznym, a także sprzyjając identyfikacji jednostki ze wspólnotą narodową;
- separująca – przeciwstawia daną społeczność językową innym;
- prestiżowa – pełni rolę nośnika prestiżu społeczno-kulturowego, zarówno dla całej społeczności, jak i dla posługującej się nim jednostki;
- partycypacyjna – umożliwia użytkownikom języka czerpanie z korzyści wynikających ze znajomości standardu (mobilność społeczna, możliwość udziału w dyskursie publicznym itp.);
- ramy odniesienia – służy jako miara dla oceny środków językowych.

## Standard a inne odmiany
Dialekt standardowy, jako instytucjonalna norma, jest przeciwstawiany niestandardowym (nieliterackim) wariantom języka (o podłożu regionalnym i socjalnym). Między językiem standardowym a odmianami niestandardowymi, a także między poszczególnymi odmianami niestandardowymi występuje szereg różnic dotyczących ich genezy, zasięgu geograficznego i funkcji społecznych. Pośród odmian niestandardowych znane są z jednej strony dialekty tradycyjne (regionalne, lokalne), związane z obszarami wiejskimi i silnie zróżnicowane wewnętrznie, a z drugiej – dialekty nowoczesne, które zyskują na znaczeniu pod wpływem procesów społecznych (urbanizacji i globalizacji) oraz w stosunkowo dużym stopniu odzwierciedlają stratyfikację społeczną. W Polsce dialekty tradycyjne (wiejskie) to mówione odmiany języka narodowego używane na pewnym ograniczonym terenie, zarezerwowane do obsługi sytuacji nieoficjalnych, niepodlegające kodyfikacji i podporządkowane uzusowi językowemu; z kolei język ogólny ma zasięg ogólnopaństwowy, istnieje w wersji mówionej i pisanej, jest wysoce skodyfikowany i obsługuje różne typy sytuacji społecznych. Bliskie standardowi odmiany miejskie, które istnieją w niektórych krajach, są czasem wartościowane negatywnie, przez pryzmat języka standardowego, w przeciwieństwie do dialektów wiejskich, które bywają kojarzone z dziedzictwem historycznym i bogactwem językowym. 
Standard nie jest tworem jednorodnym; umożliwia bowiem tworzenie wypowiedzi w różnych stylach funkcjonalnych (np. naukowym, publicystyczno-dziennikarskim, administracyjnym, literackim, potocznym). Odzwierciedla to jego szerokie zastosowanie w różnych obszarach działalności i komunikacji, począwszy od tekstów naukowych, a skończywszy na codziennych sytuacjach życiowych. Język standardowy służy powszechnie jako język pisany, w odróżnieniu od odmian niestandardowych, które są związane z oralnością i zwykle nie mają wypracowanych zasad ortografii. Ze względu na przypisywaną jej rolę społeczną odmiana standardowa bywa nieściśle utożsamiana z językiem jako takim; np. wewnętrznie zróżnicowany język angielski jest zrównywany z angielszczyzną standardową. Zjawisko standaryzacji językowej nierzadko rzutuje na sposób wydzielania języków w kontinuach dialektalnych, gdzie kłopotliwe jest nakreślenie ostrych granic językowych, jeśli rozpatrywane są wzajemnie powiązane odmiany lokalne, a nie odmiany narodowe o wysokim stopniu elaboracji i zarysowanej odrębności politycznej (Ausbau).
Choć język standardowy przeciwstawia się zasadniczo lokalnym zjawiskom językowym, regionalizmy jako formy terytorialne używane przez ludność wykształconą (formy „języka kulturalnego”) uznawane są w polskiej tradycji za mieszczące się w obrębie tzw. normy użytkowej – mowa o regionalnym zróżnicowaniu języka ogólnego. W Niemczech wyróżnia się regionalne formy północne (norddeutsch) i południowe (süddeutsch), które wchodzą w skład języka standardowego. Standaryzacja może w różnym stopniu dosięgać różnych poziomów języka – np. w przypadku języka angielskiego większą standaryzacją charakteryzują się elementy słownictwa, cechy składni i zasady pisowni aniżeli aspekty wymowy. Normowanie odmiany standardowej nie oznacza zresztą całkowitego normowania komunikacji, gdyż pełna kodyfikacja wszystkich elementów języka, wraz ze wszystkim aspektami produkcji językowej, jest w praktyce niemożliwa; na poziomie indywidualnym dochodzi do personalizacji standardu i sposobu doboru kodów.

## Standaryzacja i regulacja języka

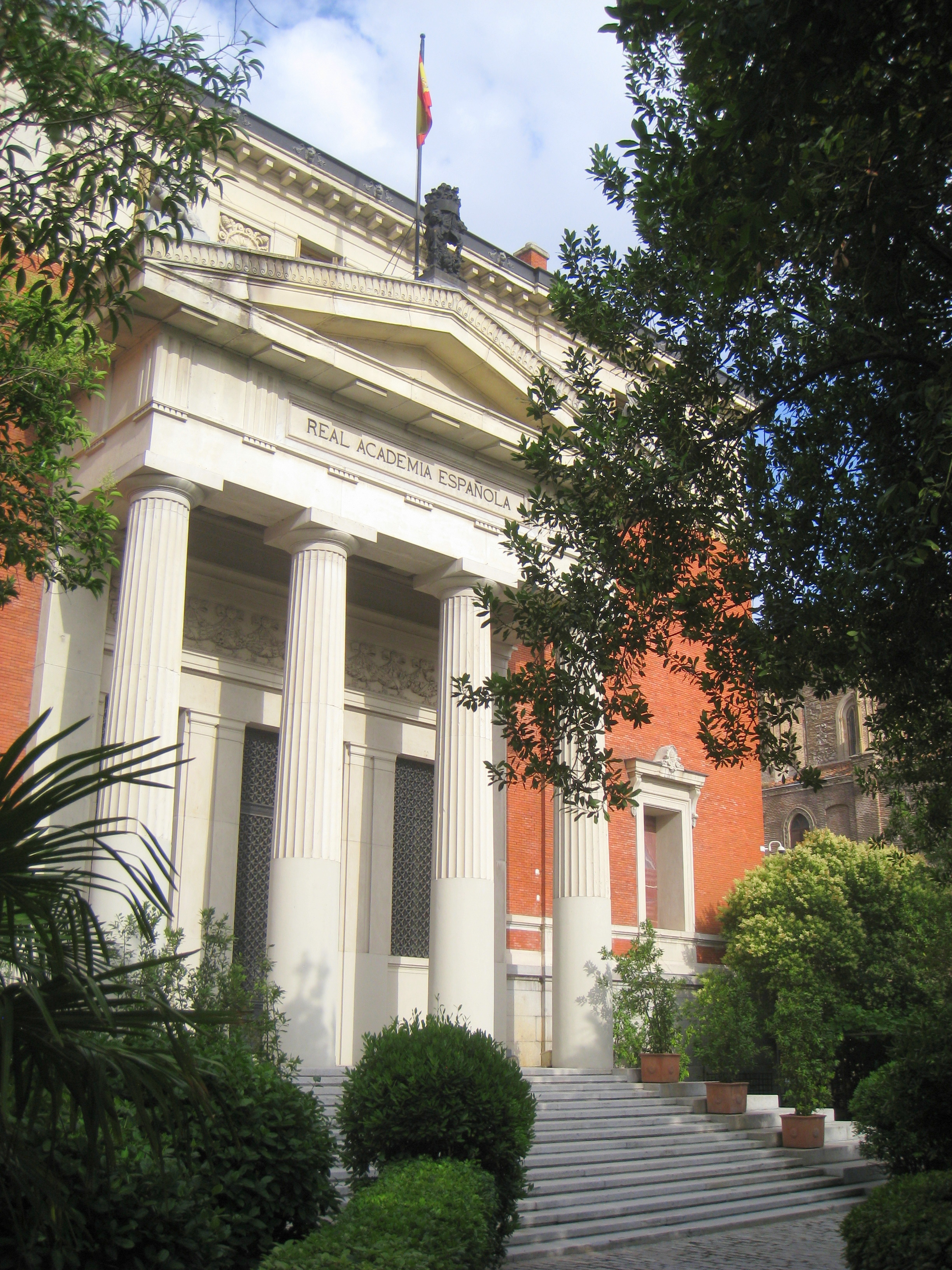
Hiszpańska Akademia Królewska – regulator języka hiszpańskiego

Z punktu widzenia socjolingwistyki język standardowy stanowi jeden z wielu dialektów składających się na dany język (mowa o tzw. „dialekcie standardowym”). Odróżnia się on jednak od innych odmian tym, że jest akceptowany na szerszym obszarze geograficznym, spełnia więcej funkcji i ma stosunkowo trwały charakter. Stanowi możliwie „neutralny” odpowiednik dialektów lokalnych. Dialekt standardowy reprezentuje cały język w odniesieniu do innych języków, na przykład gdy teksty o charakterze oficjalnym są tłumaczone między różnymi językami. Język standardowy jest centralnym przedmiotem opisów lingwistycznych, słowników, tekstów edukacyjnych i innych opracowań; w pierwszej kolejności pod pojęciem języka rozumie się bowiem odmianę standardową, inne dialekty zaś schodzą na dalszy plan i przykłada się do nich mniejszą wagę deskryptywną. Pojęcie języka narodowego bywa wręcz nieściśle utożsamiane z językiem standardowym, co wynika z pełnionej przez standard funkcji reprezentatywnej dla języka narodowego.
Według niektórych ujęć język standardowy to odmiana językowa rozwijana w sposób świadomy i celowy (uważana wręcz za produkt kultury), której przypisuje się cechę podległości skodyfikowanym zasadom poprawnościowym. Odmiana ta jest szerzona na etapie edukacji szkolnej oraz za pośrednictwem opracowań gramatyki i słowników, tworzonych przez autorów mających autorytet w danym społeczeństwie. Choć język standardowy podlega kodyfikacji, nie powinien być postrzegany jako całkowicie jednolity i niezmienny w czasie, gdyż bywa wykorzystywany do różnych celów, spełniając zróżnicowane potrzeby komunikacyjne. O jego dynamicznym charakterze świadczy to, że nie opiera się zmianom i wpływom innych odmian językowych.
W praktyce ujęcie języka standardowego w ścisłe ramy oraz rozgraniczenie form językowych, które należą do standardu, od tych, które wykraczają poza jego zakres, bywa kłopotliwe. Za czynnik decydujący można uważać zarówno źródła autorytatywne, reprezentujące normę skodyfikowaną, jak i poczucie językowe, które charakteryzuje użytkowników danego języka. Niejednoznaczność rozstrzygnięć sprowadza się m.in. do faktu, że nie wszyscy autorzy wprowadzają rozróżnienie między potoczną postacią standardu (którą można rozumieć jako pewną warstwę stylistyczną) a środkami niestandardowymi; czasami takie rozróżnienie okazuje się trudne lub wręcz niemożliwe do zastosowania, ze względu na płynność granic między odmianami językowymi. Istnieją podejścia podkreślające wewnętrzną wariantywność języka standardowego; chociażby w językoznawstwie polskim wyróżnia się dwie normy polszczyzny standardowej: wzorcową (kojarzoną ze starannym i świadomym użyciem języka w sytuacjach oficjalnych) i potoczną (właściwą dla kontekstów nieformalnych). Innym źródłem trudności w rozstrzyganiu przynależności form językowych jest zjawisko zmienności języka, które nie omija odmian standardowych.
Wiele dialektów standardowych podlega formalnej regulacji, lecz nie jest to absolutnym warunkiem ich istnienia – np. angielski standardowy nie jest przedmiotem takich interwencji. Za „dobrą angielszczyznę” można uznać powszechną praktykę językową (uzus); takie użycie języka, które uchodzi za właściwe w danej sytuacji. Angielski standardowy (Standard English) jest uważany za prestiżowy dialekt społeczny, pozbawiony cech stygmatyzowanych i postrzeganych jako regionalne. W wielu krajach świata powstały instytucje starające się ukierunkować standaryzację i rozwój języków narodowych, w Europie są to np. Akademia Francuska i Hiszpańska Akademia Królewska; podobne akademie istnieją dla języków nieeuropejskich, jak hebrajski czy keczua.
Języki standardowe, choć powszechne w wielu społeczeństwach, nie są zjawiskiem uniwersalnym. Standaryzacja językowa jest procesem charakterystycznym dla nowoczesnych społeczności językowych, zwłaszcza na półkuli północnej, związanym z wieloma czynnikami społeczno-historycznymi, które nie mają zastosowania w przypadku wszystkich zakątków świata. Spośród wszystkich języków świata (których liczbę szacuje się na blisko 7000) większość jest pozbawiona zarówno tradycji piśmiennictwa, jak i kodyfikowanych norm językowych. Brak tych cech nie umniejsza jednak wartości języków mówionych jako przedmiotu badań. Każdy język, niezależnie od stopnia jego kodyfikacji, charakteryzuje się złożonym systemem gramatycznym, który nie ustępuje pod względem swej złożoności językom poddanym procesom standaryzacyjnym. Dialekty standardowe mają szczególne znaczenie w społeczeństwach o silnie rozwiniętych systemach edukacji i długich tradycjach jedności politycznej. Są stosunkowo młodymi bytami, ponieważ zaczęły kształtować się dopiero w XIX w., a kolejne procesy, takie jak ich rozpowszechnienie i intensywny rozwój piśmienności, miały miejsce jeszcze później. Uchodzą za nośniki kultury narodowej, a także pełnią funkcję symboli jedności i tożsamości zbiorowej, zwłaszcza dla małych nacji. Rodzime języki ludności tubylczej, jak np. języki australijskie, wypracowały odmiany standardowe dopiero pod wpływem działalności misjonarskiej i edukacyjnej; również wiele lokalnych języków Indonezji nie przeszło standaryzacji, w odróżnieniu od wysoce skodyfikowanego języka narodowego. Podobnie dla wielu języków Afryki nie powstały standardy językowe lub zaczęły się one rozwijać stosunkowo późno. Niekiedy kwestionuje się zasadność zabiegów standaryzacyjnych w odniesieniu do języka lub pewnych jego aspektów.
Próby planowania językowego podejmowane w stosunku do języków nieustandaryzowanych lub języków wyłącznie mówionych, wykazujących silne zróżnicowanie dialektalne, przybierają rozmaity charakter. Czasem za standard uznaje się już istniejącą odmianę prestiżową; w innych zaś przypadkach dochodzi do selekcji cech językowych w celu wypracowania poniekąd sztucznego standardu, który powinien być przyjęty przez wszystkich użytkowników języka. Jeszcze inne podejście każe zaakceptować zróżnicowanie wewnętrzne danego języka i zrezygnować z promowania jakiejkolwiek odmiany językowej na niekorzyść innych. Nierzadko jednak stawia się na dokładną standaryzację języków lokalnych, w sposób naśladujący tradycje języków dominujących, które mają większy prestiż społeczny i uchodzą za wzorcowe. Jednocześnie wykorzystanie danej odmiany w charakterze standardu może spotkać się ze sprzeciwem użytkowników innych odmian języka; z kolei starania na rzecz wprowadzenia nowej nie zawsze kończą się sukcesem, ze względu na brak przywiązania do takiego standardu ze strony poszczególnych grup użytkowników języka. Próby popularyzacji jednolitej normy ortograficznej w fazie rozwoju piśmiennictwa również bywają nieskuteczne; języki o słabej tradycji zapisu i języki zdominowane przez inne języki o wyższym statusie często nie mają ściśle ustalonych norm pisowni.

### Standard jako abstrakcja
Wyróżnia się dwa ujęcia istoty języka standardowego: z jednej strony standard można rozumieć jako socjolekt pewnej warstwy społecznej (rzeczywisty byt), z drugiej strony zaś jako abstrakcyjny wynik inżynierii (regulacji) językowej. Jak zauważają lingwiści, pełna standaryzacja języka żywego jest niemożliwa, co sprawia, że dialekt standardowy nie funkcjonuje jako realny twór, lecz jako zbiór abstrakcyjnych norm, które są w różnym stopniu realizowane w mowie. Standaryzacja językowa daje się pojmować jako niedokończony proces socjolingwistyczny. W praktyce więc języki standardowe nie są ani w pełni ujednolicone, ani niezmienne, zwłaszcza gdy chodzi o ich realizacje ustne.
Nawet w przypadku języków dobrze ustandaryzowanych, o rozwiniętych tradycjach opisu, granice przynależności jednostek językowych pozostają płynne, a próby rozstrzygnięcia, które cechy mieszczą się w obrębie standardu, stanowią nieraz wyzwanie badawcze, zwłaszcza w obliczu postępujących zmian językowych i oddziaływania czynników zewnętrznych. Zresztą w realnej produkcji językowej, a w szczególności w wypowiedziach ustnych, standard podlega personalizacji na poziomie jednostki; każda osoba operuje bowiem osobistym repertuarem językowym, a indywidualne doświadczenia i preferencje komunikacyjne warunkują sposób doboru kodów i cech językowych. Jednocześnie standaryzacja językowa nie prowadzi do całkowitej unifikacji danego języka, gdyż odmiany niestandardowe zachowują swoje cechy pomimo ekspansji języka standardowego; język żywy nigdy nie osiąga pełnej stabilności i z założenia cechuje się wariantywnością w wymiarze geograficznym i społecznym.
Suzanne Romaine porównuje koncepcję języka standardowego do wspólnot wyobrażonych opisanych przez Benedicta Andersona. Podobnie František Čermák określa kodyfikowany standard językowy jako sztuczną idealizację, której próżno szukać w rzeczywistej praktyce komunikacyjnej.
E. B. van Wyk wprowadza rozróżnienie między standardami idealnymi a standardami faktycznymi. Standard idealny to taka odmiana języka, która jest definiowana jako standard przez autorytatywne instytucje lub uchodzi za standard wśród danej społeczności; z kolei standard faktyczny to realna norma porozumiewawcza, która pełni funkcję standardu w danej społeczności, niezależnie od tego, czy odpowiada standardowi idealnemu.

### Przebieg standaryzacji
Standaryzacja językowa jest związana z powstawaniem państw narodowych i umotywowana koniecznością ustanowienia ponadregionalnej normy komunikacyjnej. Odmiana standardowa powstaje na gruncie wybranych odmian językowych – dochodzi do wypromowania określonego dialektu, np. dialektu związanego z ośrodkiem władzy lub kultury; istnieje też możliwość stworzenia nowej odmiany, kumulującej cechy różnych narzeczy. Jest przyjmowana w celu zaspokojenia potrzeb komunikacyjnych, szczególnie wśród osób zaangażowanych w komunikację publiczną na rozległym obszarze geograficznym. Wraz z ustanowieniem odmiany standardowej ustala się jej formę pisaną i ortografię, za pośrednictwem pewnych wydawnictw (słowników i gramatyk normatywnych) lub poprzez uzgodniony zbiór wzorcowych tekstów. Bez względu na to, czy publikacje te są wydawane przez osoby prywatne, przedsiębiorstwa czy instytucje państwowe, można uznać je za wyraz kodyfikacji języka standardowego, jeżeli są postrzegane przez społeczeństwo jako punkt odniesienia dla formułowania ocen i poprawek językowych. Unormowana forma pisana i kodyfikacja czynią odmianę standardową bardziej stabilną i tworzą fundament dla jej dalszego rozwoju (Ausbau). Odmiana standardowa odgrywa rolę normy języka pisanego, jest stosowana w edukacji oraz w środkach masowego przekazu; z dialektem standardowym są też zapoznawani obcokrajowcy uczący się danego języka.
Wskutek tych procesów odmiana standardowa nabiera większego prestiżu społecznego i znaczenia funkcjonalnego niż dialekty niestandardowe. Dialekty te są określane jako zależne (heteronomiczne) wobec języka standardowego, ponieważ ich użytkownicy identyfikują się ze wspólnym językiem etnicznym, traktują standard jako normę piśmiennictwa, a wszelkie tendencje standaryzacyjne w ich mowie zbliżają ją do tego standardu. W przypadku niektórych języków, takich jak angielszczyzna, proces standaryzacji może przebiegać przez dłuższy czas bez interwencji zewnętrznej; w innych zaś wypadkach jest nadzorowany i ukierunkowywany przez autorytatywne gremia, takie jak Akademia Francuska, wskutek czego następuje w znacznie szybszym tempie. Funkcjonowanie języka standardowego podtrzymuje autorytatywna preskrypcja (kodyfikacja), czyli czysto techniczny zabieg polegający na propagowaniu oficjalnej normy językowej. Ostatecznie tego rodzaju praktyka preskrypcyjna może przekształcić się w ideologię języka standardowego oraz preskryptywizm, kładzący nacisk na wyższość standardu w stosunku do innych odmian danego języka lub odrywający sam standard od realiów praktyki językowej. Pojęcie ideologii języka standardowego zostało wprowadzone przez socjolingwistów w celu opisania typowych poglądów i postaw preskryptywnych towarzyszących procesom standaryzacji językowej. Mianem hiperstandaryzacji określa się zjawisko narzucania drobiazgowych zasad regulujących różne aspekty użycia języka standardowego, bez uwzględnienia faktycznych potrzeb związanych ze standaryzacją języka i skutecznością komunikacji. 
Ponieważ na kształtowanie języka standardowego większy wpływ mają uwarunkowania polityczno-historyczne niż rozstrzygnięcia lingwistyczne, odmiany tej nie należy traktować jako formy wyższej w stosunku do innych, nieskodyfikowanych odmian danego języka. W lingwistyce podkreśla się, że standardy językowe mają charakter arbitralny i konwencjonalny; zgodnie z tą wiedzą ich obowiązywanie opiera się na powszechnej akceptacji społecznej. Jak zauważają niektórzy autorzy, używanie wyrazów „standard” i „standardowy” w kontekście językowym może wprowadzać w błąd: języka żywego nie można bowiem w pełni „ustandaryzować” i ustabilizować (tak jak czyni się to w przypadku specyfikacji technicznych); ponadto standard językowy nie powinien być kojarzony z wyższym lub „najlepszym” sposobem wypowiedzi (mowa o innym rozumieniu słowa „standard” niż w takich sformułowaniach jak „standardy opieki” i „standardy zachowania”). W obiegu społecznym standard bywa jednak postrzegany jako „prawidłowa” odmiana danego języka, stając się podstawą sądów na temat poprawności językowej, która jest zrównywana z przestrzeganiem jego norm. Choć niestandardowe odmiany języka nierzadko są wartościowane negatywnie, stanowiąc obiekt stygmatyzacji, to zaobserwowano, że pewne odmiany niestandardowe i formy o niższym prestiżu niezmiennie pozostają w użyciu, wykazując odporność na presję społeczną i napór cech standardowych. W niektórych krajach języki standardowe wyraźnie dominują w praktyce komunikacyjnej, a posiłkowanie się dialektami regionalnymi lub niestandardowymi formami językowymi (choćby pojedynczymi) jest obciążone konsekwencjami społecznymi, niosąc za sobą jednoznacznie krytyczną ocenę sposobu wypowiedzi. Z kolei w innych społecznościach językowych (np. w Norwegii czy Szwajcarii) posługiwanie się dialektami niestandardowymi jest powszechne i akceptowane w szerokim spektrum sytuacji społecznych.

## Policentryzm językowy
Dla niektórych języków można wyróżnić więcej niż jedną odmianę standardową; często wynika to z dużego rozprzestrzenienia się danego języka na świecie. Terminem „język policentryczny” (in. „język pluricentryczny”) określa się język, któremu można przypisać wiele odmian standardowych, używanych zwykle przez różne narody. Przykłady języków policentrycznych to m.in.: angielski, francuski, portugalski, malajski, niderlandzki, niemiecki, koreański, serbsko-chorwacki, szwedzki i hiszpański. W Norwegii doszło do podwójnej standaryzacji, wskutek czego rozwinęły się dwie odmiany standardowe języka norweskiego: bokmål i nynorsk. Języki monocentryczne, takie jak polski, rosyjski czy japoński, mają tylko jedną postać standardową.
Pojęcie policentryzmu odnosi się najczęściej do sytuacji, w której rozpatrywane odmiany standardowe opierają się na identycznych – lub niemal identycznych – podstawach materialnych. Z kolei takie odmiany standardowe, które rozwinęły się z różnych dialektów w obrębie danego kontinuum dialektalnego, często otrzymują miano autonomicznych języków narodowych, wraz z dialektami heteronomicznymi – uzależnionymi od nich użytkowo (przykładem tego zjawiska jest kontinuum zachodniosłowiańskie z odrębnymi językami czeskim, słowackim i polskim); co istotne, nieuwzględnienie czynników polityczno-kulturowych mogłoby zadecydować o zakwalifikowaniu takich odmian jako form jednego języka. Procesy standaryzacyjne zachodzące w kompleksach gwarowych mają zatem znaczenie dla sposobu wyodrębniania języków i rozróżnienia język-dialekt, obok kryterium wewnętrznego dystansu językowego (zob. Abstand- i Ausbausprachen). W ramach kontinuum dialektalnego status wspólnoty językowej jest definiowany przez identyfikację użytkowników poszczególnych dialektów z określonym językiem standardowym, właściwym dla danej społeczności i odrębnym od standardów sąsiednich.